# Dastarkhān

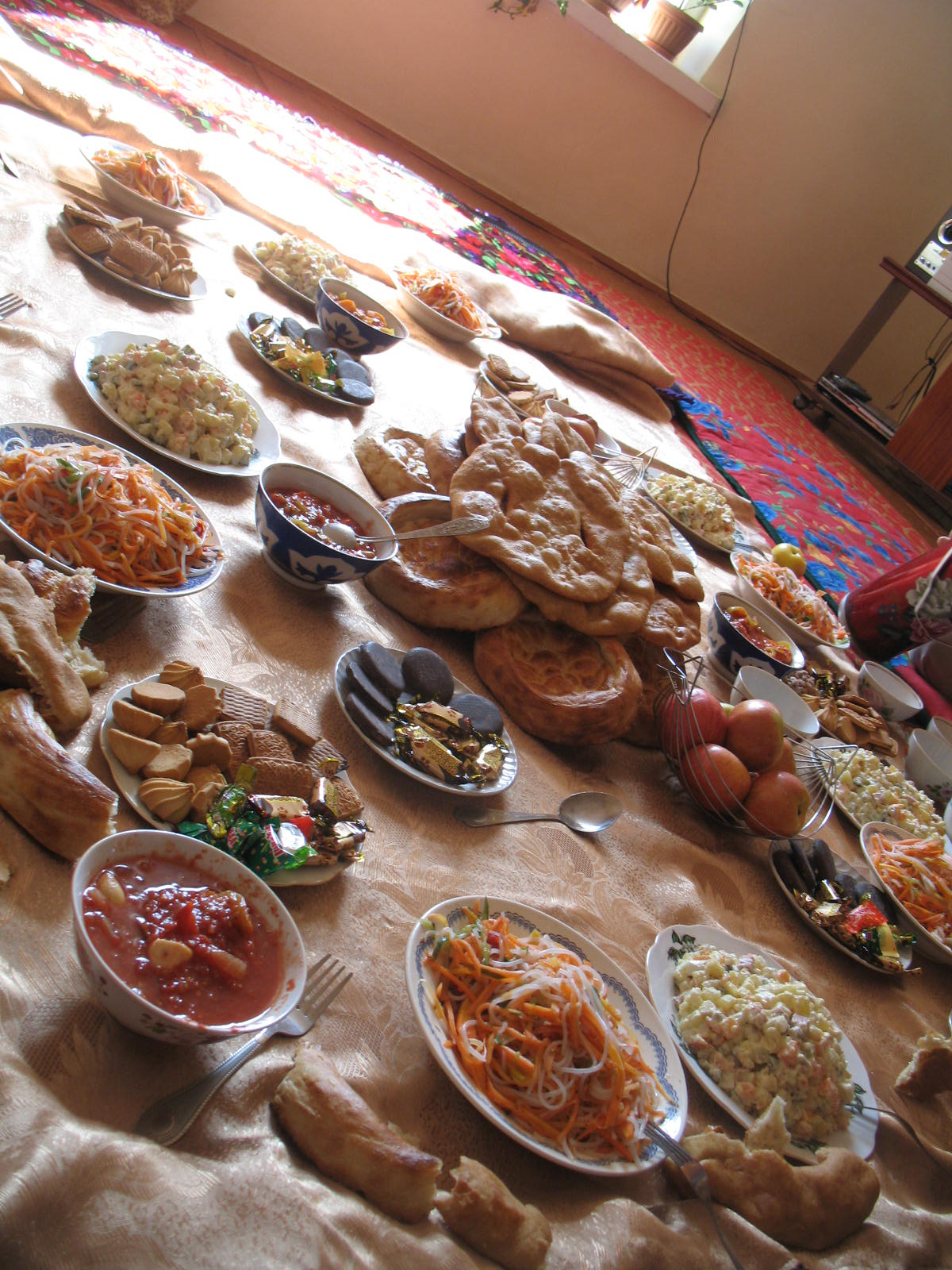
Un dastorqon Kyrgyz preparado para la cena (a base de Pilaf) durante el Noruz (celebración de Año nuevo).

Un dastarkhān  o dastarkhawan (en persa دسترخوان)(en Urdu دسترخوان), dastarkhan,  (en kazajo дастарқан, AFI: [dɑstɑrχɑ́n]), dastorqon (kirguís дасторкон, AFI: [dɑstorqón]), o дастурхон (uzbeco дастурхон) es el nombre que se utiliza en Asia Central para designar al espacio donde se come. El término puede referirse también al mantel extendido en el suelo, piso o tabla usado para mantener la comida limpia, aunque también para todo el conjunto de elementos de la comida.
La comida colocada sobre un dastarkhan puede ser un simple té con pan para un pequeño almuerzo familiar a varias ensaladas, frutos secos, dulces, çorba y carne para una fiesta.
El dastarkhan posee un importante significado cultural según los diferentes grupos, en tanto que existen numerosas tradiciones, costumbres y normas acerca del uso del dastarkhan. Entre ellas, la de que siempre haya en él un dispensador de bebida (normalmente te) o la de que nadie debe pisar las esquinas del dastarkahn.
- Datos: Q2378093
- Multimedia: Dastarkhān / Q2378093